# Sascha Braemer

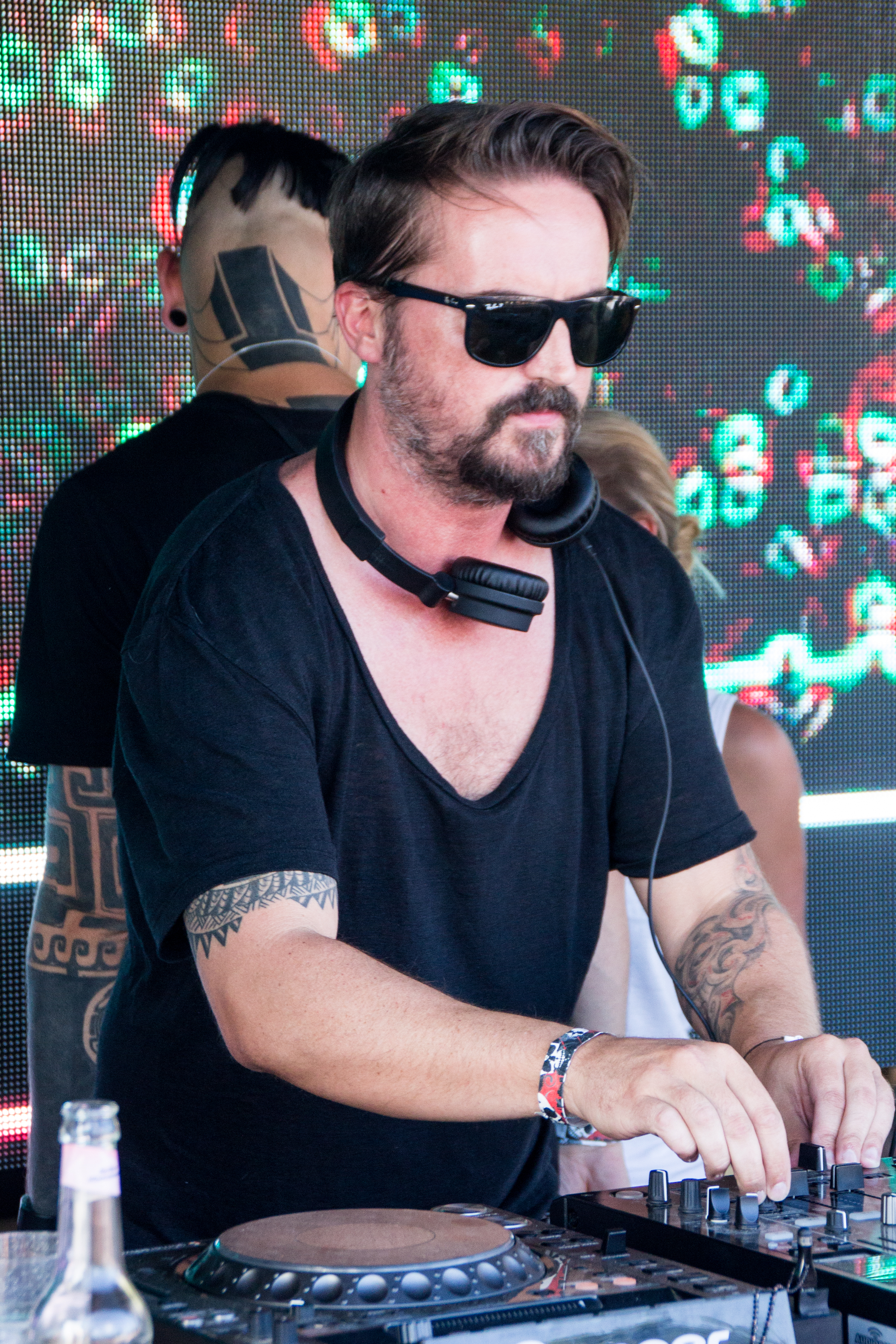
Sascha Braemer

Sascha Braemer (* 26. Dezember 1975 in Berlin als Sascha Hirtenfellner) ist ein deutscher Tech-House-DJ und Musikproduzent.
Sascha Braemer war zunächst Einzelhandelskaufmann in einer Autofirma. In den 1990er Jahren begann er das Auflegen in der Berliner Clubszene, ab 2000 wurde er auch als Produzent tätig. Mit Lars Heinrichs bildet er das Team Heinrichs & Hirtenfellner und mit Alexander Gerlach das Duo Niconé & Sascha Braemer. Seit 2013 betreibt Braemer sein eigenes Label Whatiplay. 2015 erschien sein Debüt-Soloalbum No Home.

## Diskografie (Auswahl)
Alben
- 2009: Heinrichs & Hirtenfellner – Dark Orbit (Highgrade)
- 2011: Niconé & Sascha Braemer – Romantic Thrills (Stil vor Talent)
- 2013: Heinrichs & Hirtenfellner – Lenz (Supdub)
- 2015: No Home (Whatiplay/Kontor)

Mix-Alben
- 2012: Mathias Kaden & Sascha Braemer – SonneMondSterne X6 (Kontor Records)

Singles
- 2011: People (Stil vor Talent)
- 2011: Caje (Stil vor Talent)
- 2013: Muy Caliente (Whatiplay)
- 2014: Et Voila (Whatiplay)
- 2015: Woodland (Whatiplay)
- 2015: Monogamy (Hive Audio)
- 2015: Polygamy (Hive Audio)
- 2016: Sixth Sense (Whatiplay)
- 2017: Forlorn (Whatiplay)